# Sara Lygum
Sara Blomstrøm Lygum Kristensen (født 1979 på Vestfyn) er en dansk ejendomsmægler og tv-vært, der er kendt fra TV 2-programmet Beliggenhed, beliggenhed, beliggenhed, som hun har været vært på siden programmets lancering i 2013.
Hun er uddannet ejendomsmægler fra Tietgenskolen i Odense og har arbejdet som ejendomsmægler i Danbolig, hvor hun også nogle år var chef for en forretning. Hun stoppede i jobbet i 2019 for at blive selvstændig.
I 2024 medvirkede hun i 21. sæson af underholdningsprogrammet Vild med dans, hvor hun danser med den professionelle danser Damian Czarnecki.
Privat bor hun i Odense-bydelen Dalum.